# Idaea consanguiberica
Idaea consanguiberica is een vlinder uit de familie spanners (Geometridae). De wetenschappelijke naam is voor het eerst geldig gepubliceerd in 1992 door Rezbanyai-Reser & Exposito.
De soort komt voor in Europa.